# Yasjön (Slätthögs socken, Småland)
Yasjön är en sjö i Alvesta kommun i Småland och ingår i Lagans huvudavrinningsområde. Sjön är 18,4 meter djup, har en yta på 1,42 kvadratkilometer och befinner sig 198 meter över havet. Sjön avvattnas av vattendraget Bankeån. Vid provfiske har bland annat abborre, bergsimpa, gers och gädda fångats i sjön.

## Delavrinningsområde
Yasjön ingår i det delavrinningsområde (632870-141847) som SMHI kallar för Utloppet av Yasjön. Medelhöjden är 226 meter över havet och ytan är 27,77 kvadratkilometer. Det finns inga avrinningsområden uppströms utan avrinningsområdet är högsta punkten. Bankeån som avvattnar avrinningsområdet har biflödesordning 4, vilket innebär att vattnet flödar genom totalt 4 vattendrag innan det når havet efter 183 kilometer. Avrinningsområdet består mestadels av skog (76 %). Avrinningsområdet har 2,26 kvadratkilometer vattenytor vilket ger det en sjöprocent på 8,1 %.

## Fisk
Vid provfiske har följande fisk fångats i sjön:
- Abborre
- Bergsimpa
- Gärs
- Gädda
- Lake
- Mört
- Sik
- Sutare